# Dalibor Grubačević
Dalibor Grubačević (Koprivnica, 9 de enero de 1975) es un compositor croata, músico y productor de la música, conocido por sus trabajos realizados en el campo de música de cine (bandas sonoras). 

## Biografía
Dalibor Grubačević nació en Koprivnica, donde creció y se educó. Con poca edad demostró su gran talento para la música y ya como niño de seis años empezó a tomar clases de guitarra y de piano. Más tarde aprendió a tocar las tamburas (o tamburica) en la Sociedad Cultural y Artística "Koprivnica". En los años 1990 se interesaba más en el rock'n'roll. Inspirado en The Beatles se convirtió en miembro de la banda de pop-rock The Bugs. Su educación y conocimiento musical se expande estudiando las formas y las obras de compositores de Música Clásica, tomando clases privadas con la profesora Natalija Imbrišak y con el Maestro Miljenko Prohaska. En el 1993 comenzó a estudiar Trabajo Social en la Facultad del Derecho en Zagreb, pero dos años después abandonó sus estudios y se entregó eternamente a la música.
Hasta hoy, ha trabajado con grandes directores croatas, como Branko Ištvančić Duh u močvari (El Fantasma en la ciénaga), Most na kraju svijeta (El puente en el fin del mundo), Miro Andrić Hrvatsko vodeno blago (El tesoro de las aguas de Croacia), Miro Branković U potrazi za Markom Polom (En la búsqueda de Marco Polo), Nenad Puhovski Zajedno (Juntos), Zoran Budak (Hebrang), Višnja Starešina Zaustavljeni glas (La voz silenciada) entre otros, para cuyas películas compuso la música. Componiendo la música de películas, Grubačević, con gran éxito, combina varios géneros musicales y la orquestación clásica con los sonidos electrónicos e instrumentos musicales.
Aparte de escribir las partituras y componer las bandas sonoras para películas de largometraje y documentales, también ha compuesto música para la publicidad. Grubačević como compositor, así mismo y con el mismo éxito, actúa en el campo del Pop, Rock y la música étnica. Además de en Croacia, ha trabajado como compositor y arreglista para países como Macedonia, Montenegro, Canadá, Estados Unidos, Japón, Inglaterra, Italia, Israel y Georgia. Ha colaborado y sigue colaborando con varios compositores croatas y forasteros, con músicos y productores musicales, como Eric Ewazen, Alan Holley, el quinteto Simply Brass y Miroslav Evačić, así como con los cantantes Toše Proeski, Saša Lozar, Aleksandar Mitevski, Dario Pankovski y Zoran Džorlev.
Dalibor Grubačević es miembro de la Sociedad de Compositores de Croacia y de la Asociación Cultural de Artistas Croatas Independientes.

## Las obras (selección)

### Composiciones
- Rondo para orquesta de cuerdas (2002)
- Jesenji valcer (El váls de otoño) para orquesta tambura (2005)
- Ricordi del passato para cuarteto de cuerda (2010)
- Dvije rijeke (Dos ríos) para quinteto de metales (2010)
- Solid Pictures para trompa y piano (2014)
- Valse balkanique (Vals de los Balcanes) para quinteto de metales (2018)
- Concierto para tuba y orquesta (2021)
- Suite csardas para cuerdas (2021)
- Díptico para cuarteto de tubas (2023)
- Four Scapes para orquesta de instrumentos de viento (2024)

### Bandas sonoras
- 2005 – Izgubljeno blago (El tesoro perdido), el documental, el director: Branko Ištvančić, HRT
- 2005 – Berač kamena (El selector de las piedras), el documental corto, el director: Branko Ištvančić, HRT
- 2006 – Duh u močvari (El Fantasma en la ciénaga), la película de largometraje, el director: Branko Ištvančić, HRT e Interfilm d.o.o.
- 2007 – Tesla, el documental, el director: Miro Branković, HRT
- 2009 – Zajedno (Juntos), la película de largometraje, el director: Nenad Puhovski, Factum d.o.o.
- 2010 – Hebrang, la serie de televisión documental, el director: Zoran Budak, HRT e Interfilm d.o.o.
- 2011 – Album, el documental, el director: Branko Ištvančić, Factum d.o.o.
- 2012/2013 – Hrvatsko vodeno blago (El tesoro de las aguas de Croacia), la serie de televisión documental, el director: Miro Andrić, HRT i Car-Herc d.o.o.
- 2013 – U potrazi za Markom Polom (En la búsqueda de Marco Polo), ), la serie de televisión documental, el director: Miro Branković, HRT
- 2014 – Most na kraju svijeta (El puente en el fin del mundo), la película de largometraje, el director: Branka Ištvančić, Artizana film d.o.o. y HRT
- 2016 – Zbog tebe (Por tu culpa),, la película de largometraje, el director: Anđelo Jurkas, B produkcija, DOP Produkcija
- 2018 – Više od riječi (Mas que palabras), ), la serie de televisión documental, el director: Miro Branković, HRT
- 2020 – Ríos de Croacia, el documental, el director: Goran Šafarek, Šafarek produkcija, 3BoxMedia
- 2021 – The Match, (La Disputa) la película de largometraje, el directores: Dominik y Jakov Sedlar, Ollendorff center, VISION Studios, OneTwoThree Media
- 2022 – The Conversation, la película de largometraje, el director: Dominik Sedlar, Croatia film d.o.o., Quiet Storm Productions (USA)
- 2023 – Hotel Pula, la película de largometraje, el director: Andrej Korovljev, Kinematograf d.o.o., HRT
- 2024 – Cat's Cry, la película de largometraje, el director: Sanja Živković, YN Films (CA), Nova Film (RS), Artizana (HR)

## Discografía

### Álbumes del autor
- 2006 – Duh u močvari (El Fantasma en la ciénaga), (la música original de la película), Croatia Records, CD 5695899
- 2011 – ARTeDOX – Film Music, Aquarius Records, CD 377-11
- 2012 – U potrazi za Markom Polom (En la búsqueda de Marco Polo), (la música de la serie televisiva de mismo nombre), Aquarius Records, CD 467-12
- 2015 – Most na kraju svijeta (El puente en el Fin del Mundo) (la música original de la película), Aquarius Records, CD 9841093
- 2021 – Dalibor Grubačević performed by the Zagreb Soloists - Live at Tuškanac Summer Stage, Aquarius Records, LP 18-21[11]
- 2021 – The Match, (la música original de la película), Plaza Mayor Company, SERG300[12]
- 2022 – The Conversation, (la música original de la película), Plaza Mayor Company, SERG323[13]
- 2023 – Rivers of Croatia (Ríos de Croatia), (la música original de la película), Plaza Mayor Company,[14]
- 2023 – The Cars We Drove into Capitalism (la música original de la película), Moviescore Media / Reality Bytes, RB03002
- 2024 – Musical Gravities, Cantus records, 88924507039[15]

### Producciones
- 2007 – CD Fulmination / Miroslav Evačić & Čardaš Blues Band, Croatia Records, CD 5751410
- 2010 – CD Camminate / Simply Brass, Cantus Records, CD 98898492102
- 2019 – CD Serbus! / Zagrebački orkestar ZET-a, ZET CD001
- 2019 – CD Signali / Hrvoje Pintarić, Tamara Jurkić Sviben, 88924501542

## Premios y reconocimientos
- 2010 – premio para la mejor música del documental Zajedno (Juntos) del director Nenad Puhovski en 19. Danima hrvatskog filma (Días de la película croata)
- 2013 – premio discográfico "Porin" en la categoría para el mejor álbum de la música original para los teatros, la película y/o la televisión (para el álbum U Potrazi za Markom Polom (En la búsqueda de Marco Polo)[16]
- 2016 – premio para la mejor música del documental Sve je bio dobar san (Fue sólo un buen sueño) del director Branko Ištvančić en 7. El festival de películas católicas - Trsat[17]
- 2022 – premio para la mejor música del documental The Conversation (La Conversación) del director Dominik Sedlar en International Sound and Film Music Festival - ISFMF[18]